# Íole

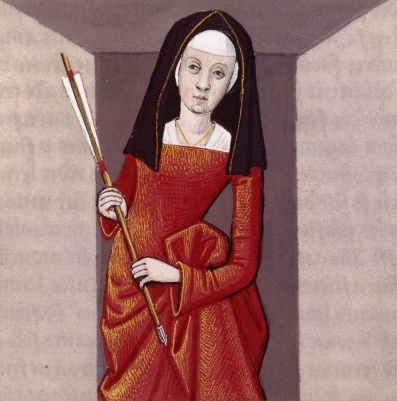
Íole amb una fletxa

Íole (en grec antic Ἰόλη) segons la mitologia grega, va ser una heroïna, filla d'Èurit, rei d'Ecàlia, i d'Antíope.
El seu pare la va prometre a qui fos capaç de superar-lo en un concurs de tir amb arc, però quan va ser vençut per Hèracles, no volgué atorgar-la-hi, per por que l'heroi es tornés boig com ja li havia passat, i matés els fills que pogués tenir amb Íole. Al cap d'uns anys l'heroi va tornar amb un exèrcit i, després de matar Èurit i els seus germans, la va fer captiva.
Diuen que la intenció d'Hèracles era casar-se amb ella després de repudiar la seua esposa Deianira, però aquesta, gelosa, va enviar al seu marit la túnica que li causaria la mort, i l'heroi, sobre la pira on després va cremar, va encomanar al seu fill Hil·los que la prengués en matrimoni.
Una altra versió explica que Íole va resistir-se a l'amor d'Hèracles victoriós en el concurs de tir a l'arc, i que va matar els seus pares per tal de no cedir davant l'heroi. Versions diferents expliquen que va voler suïcidar-se quan Hèracles conquerí la ciutat, i es va llançar de dalt de les muralles, però els seus vestits amples la van sostenir i va caure sense prendre mal. Hèracles la va enviar a Deianira com a esclava, però ella, quan va veure una noia tan bella, va posar-se molt gelosa i va enviar a Hèracles la túnica mortal.